# Orxell
Orxell (o Urchillo) (en castellà i oficialment, Hurchillo) és una pedania del municipi d'Oriola, situada al contrafort de la Serra d'Orxell, a la comarca del Baix Segura (País Valencià). Té 2200 habitants.

## Història
Fins al segle XVII existien vestigis d'un poblament probablement grec als peus del mont Orchello. La població originària es va traslladar i el nom de la nova ubicació va esdevenir primer en Orcelis i després a Oriola, amb la qual cosa, Orxell va ser en realitat la primera ubicació d'aquella ciutat.
En l'antic lloc va sorgir un nou poblat, que els vilatans van denominar amb el nom actual. En 1728 es va construir l'ermita de La nostra Senyora de Montserrat.

## Característiques
El seu principal monument és l'Església de la Nostra Senyora de Montserrat. Hi ha festes patronals en honor de la Mare de Déu de Montserrat -castellanitzada com a Monserrate- durant la primera quinzena del setembre. També existeixen les denominades al poble com Festes del Senyor (Corpus Christi), celebrades el mes de juny i organitzades per la Confraria del Santíssim Sagrament d'Orxell.
És costum en la localitat que per a les noces, la nóvia ix de la seua casa i recorre caminant tot el poble.

## Personatges destacats
José Baldó Javaloyes: Cantant de flamenc del segle xx, nascut a Oriola (en la partida rural d'Orxell), en 1935. Conegut com "Pepe Baldó", va utilitzar com a nom artístic el d'"El Niño de Hurchillo".
Va ser descobert en la dècada dels anys 50 pel poeta i compositor gadità Salvador Guerrero Reyes, que va escriure per a ell la fantasia lírica titulada La mujer y la copla, que es va estrenar en 1952 en el madrileny Teatre Jorge Juan, amb enorme èxit de crítica i públic. A l'any següent es reestrenà, també a Madrid, en el Teatre Principal i amb la col·laboració de Maruja Lozano.
Pepe Baldó va obtindre durant la seua carrera artística molts triomfs, tant a Espanya, com a Iberoamèrica, on comptava amb una infinitat d'admiradors.
Entre les cançons més destacades del seu repertori, podem citar: Juan Salvador, Nochecita de Orihuela, Velo Blanco, Coplas de arriero, La rosa del olvido, Ramita de hierbabuena, Entre Consuelo y María, Mientras tengas a tu madre, i moltes altres.
Va morir el 15 de setembre de 1991.
L'Ajuntament oriolà va retolar amb el seu nom un cèntric passatge de la ciutat.